# گوهر خانم
گوهر خانم شاهزاده قاجار و دختر فتحعلی شاه بود.
مادرش نیز که خواهر الله‌یار خان آصف‌الدوله بود، گوهر خانم نام داشت و پس از درگذشت آسیه‌خانم دولو، مادر عباس میرزا، به عقد دائم فتحعلی شاه درآمد. 
از آنجایی که مادرش پس از زایمان او درگذشت، نام مادر را بر او گذاشتند. گوهر خانم ابتدا با رستم خان پسر ابراهیم خان ظهیرالدوله ازدواج کرد و پس از درگذشت او همسر شاهرخ میرزا برادر تنی رستم خان شد. او از ازدواج اول پسری به نام خان بابا خان و از ازدواج دوم پسر دیگری به نام محمدخان امیرالامرا داشت.